# Cleveland (Dakota del Nord)
Cleveland és una població dels Estats Units a l'estat de Dakota del Nord. Segons el cens del 2000 tenia 112 habitants.

## Demografia
Segons el cens del 2000, Cleveland tenia 112 habitants, 52 habitatges, i 34 famílies. La densitat de població era de 240,2 hab./km².
Dels 52 habitatges en un 26,9% hi vivien nens de menys de 18 anys, en un 50% hi vivien parelles casades, en un 7,7% dones solteres, i en un 34,6% no eren unitats familiars. En el 34,6% dels habitatges hi vivien persones soles el 13,5% de les quals corresponia a persones de 65 anys o més que vivien soles. El nombre mitjà de persones vivint en cada habitatge era de 2,15 i el nombre mitjà de persones que vivien en cada família era de 2,68.
Per edats la població es repartia de la següent manera: un 25,9% tenia menys de 18 anys, un 4,5% entre 18 i 24, un 20,5% entre 25 i 44, un 32,1% de 45 a 60 i un 17% 65 anys o més.
L'edat mediana era de 42 anys. Per cada 100 dones de 18 o més anys hi havia 97,6 homes.
La renda mediana per habitatge era de 25.179 $ i la renda mediana per família de 26.750 $. Els homes tenien una renda mediana de 27.500 $ mentre que les dones 26.875$. La renda per capita de la població era de 13.707 $. Entorn del 14,3% de les famílies i el 15,8% de la població estaven per davall del llindar de pobresa.

## Poblacions properes
El següent diagrama mostra les poblacions més properes.